# Molino Dorino
Molino Dorino is een metrostation in de Italiaanse stad Milaan dat werd geopend op 28 september 1986 en wordt bediend door lijn 1 van de metro van Milaan.

## Geschiedenis
Na de verschillende verlengingen van de lijn tussen 1964 en 1980 was er behoefte aan een tweede depot voor lijn 1. Dit werd aan het andere uiteinde dan het bestaande depot gepland in het stadsdeel Gallatarese. Dit depot werd gebouwd naast de 17e-eeuwse Molino Dorino, parallel aan de Milanese ringweg langs de westkant van de stad. Behalve een toerit tussen het nieuwe depot en station San Leonardo werd de lijn zelf doorgetrokken tot de gemeentegrens. Het eindpunt werd ten noorden van het depot opgetrokken in het verlengde van de sporen uit het oosten. Het depot en station Molino Dorino werden in september 1986 geopend en vormden bijna 20 jaar het westelijkste punt van het Milanese net. In verband met de verhuizing van de jaarbeurs van Amendola naar Rho werd de lijn in 2005 verlengd tot de nieuwe jaarbeurs. Tussen 30 maart en 2 april werd er al gereden van en naar de jaarbeurs maar de definitieve opening vond pas plaats op 14 september 2005.

## Ligging en inrichting
Net als de meeste metrostations in het stadsdeel Gallatarese heeft het station een bovengronds stationsgebouw. Het stationsgebouw is ruim opgezet met meerdere winkels en horecagelegenheden. De toegangspoortjes aan de westkant net zo ingedeeld als het standaardontwerp uit 1957 en ondergronds is rond de perrons en de (rol)trappen ook de standaard aangehouden. Zowel aan de westkant als de oostkant liggen overloopwissels zodat metrostellen kunnen keren. De toerit naar het depot ligt haaks op de perronsporen ten zuiden van het perron en is van beide kanten met een verbindingsboog bereikbaar vanaf de hoofdlijn. Aan de westkant ligt ook een kopspoor tussen de doorgaande sporen waar metrostellen gestald kunnen worden.